# Eine Weihnachtsgeschichte (1951)
Eine Weihnachtsgeschichte ist eine britische Literaturverfilmung von Brian Desmond Hurst aus dem Jahre 1951. Der Film gilt als eine der bekanntesten Verfilmungen von Charles Dickens’ Erzählung A Christmas Carol und wird nicht selten als beste Verfilmung von A Christmas Carol bezeichnet.

## Handlung
London im Jahr 1843: Der als hartherzige Geldverleiher Ebenezer Scrooge verlässt die Börse am Weihnachtsabend. Gegenüber zwei Kollegen (einer von beiden fungiert gleichzeitig der Erzähler des Films) erklärt er, Weihnachten sei „Humbug“; er wolle es stattdessen lieber alleine – also überhaupt nicht – feiern. Zurück in seinem Büro, weist Scrooge auf harsche Weise zwei Männer ab, die Spendengelder für Bedürftigen sammeln möchte. Sein Neffe Fred taucht auf und lädt ihn zu einem morgigen Weihnachtsessen ein. Scrooge schlägt die Einladung auf unhöfliche Weise aus, auch da er nicht damit einverstanden gewesen war, dass Fred eine Frau armer Herkunft heiratete. Nicht nur seinen Verwandten und Kunden, auch seinem Mitarbeiter gegenüber ist Scrooge hart: Zwar erlaubt er seinem schlecht bezahlten Sekretär Bob Cratchit widerwillig an Weihnachten einen freien Tag mit Bezahlung, doch am darauffolgenden Tag solle er dann umso früher kommen.
Am Abend erhält Scrooge in seinem großen, düster wirkenden Haus unheimlichen Besuch: Der Geist von Jacob Marley, seinem vor genau sieben Jahren verstorbenen Geschäftspartner, erscheint. Der Geist von Marley muss als Strafe für seine hartherzigen und egoistischen Lebenshandlungen eine schwere Kette tragen. Marley erklärt Scrooge, er wolle ihn warnen, dass auch er in seinem Nachleben auf diese Art bestraft werde, wenn er sich nicht grundlegend ändere und den anderen Menschen helfe. Er zeigt Scrooge auch die Seelen anderer Menschen, die als Geister wegen ihrer Taten im Leben Ketten tragen müssen. Bevor Marleys Geist wieder verschwindet, kündigt er noch die Ankunft von drei weiteren Geistern an. Scrooge zieht sich verängstigt und schockiert in sein Bett zurück, doch er hat nicht lange Ruhe. Der erste der von Marley angekündigten Geister erscheint, der Geist der vergangenen Weihnacht; ein alter, nachdenklich wirkender Mann. 
Der Geist der vergangenen Weihnacht unternimmt mit Scrooge eine Reise in seine Vergangenheit. Er zeigt Scrooge, wie er als Kind im Internat lebte und im Gegensatz zu den anderen Kindern nie an Weihnachten nach Hause geholt wurde, da das Familienleben voller Probleme war. Nur einmal holte ihn seine geliebte Schwester Fan vor Weihnachten ab. Anschließend sieht Scrooge seinen Einstieg in das Arbeitsleben bei dem Händler Mr. Fezziwig, der sich wie ein Vater um seine Mitarbeiter kümmert. Auf einer von Fezziwigs Weihnachtsfeiern werden Scrooge und seine Verlobten Alice gezeigt. Als seine Schwester Fan stirbt, beginnt Scrooge zu verbittern. Er wechselt die Arbeitsstelle, um bei dem rücksichtslosen und sarkastischen Geschäftsmann Mr. Jorkins anzufangen. Hier lernt er auch den jungen Jacob Marley kennen. Es beginnt eine Jagd nach Geld und Profit; Scrooge und Marley eröffnen einen Geldverleih im früheren Laden von Fezziwig, der inzwischen Konkurs angemeldet hatte. Alice verstört das zunehmend unsympathische Verhalten von Scrooge, und sie löst die Verlobung. Danach lebt Scrooge nur noch für das Geschäft. An Weihnachten 1836 liegt sein Geschäftspartner und einziger Freund Jacob im Sterben. Obgleich er um Jacobs Zustand weiß, verlässt er das Büro erst wie üblich um sieben Uhr. Der sterbende Jacob versucht Scrooge zu warnen, er solle sich bessern, doch der möchte nicht verstehen. Als er Jacob Marleys Haus und Vermögen vererbt bekommt, fühlt Scrooge mehr Freude als Trauer.
Als zweiter Geist erscheint der fröhliche Geist der gegenwärtigen Weihnacht, der Scrooge zeigt, wie unterschiedlich und doch überall frohen Mutes die Menschen gerade Weihnachten feiern. Scrooge bekommt zu sehen, wie die Weihnachtsfeier von Bob Cratchit und seiner Familie aussieht. Trotz ihrer Armut und nur einer kleinen Gans (mehr konnten sie sich nicht leisten) scheinen die Cratchits glücklich, doch der Geist berichtet ihm, dass Bobs Sohn Tiny Tim wohl an einer unbekannten Krankheit sterben müsse, wenn sich die Zukunft nicht ändere. Das erschüttert Scrooge. Der Geist zeigt ihm anschließend, wie sein Neffe Fred Weihnachten feiert, die wie seine einstige Verlobte Alice heute an Weihnachten Kranke in Armenhäusern pflegt.  Als Warnung und Botschaft, dass er sich in Zukunft darum kümmern solle, zeigt der zweite Geist Scrooge noch zwei ausgemergelte Kinder unter seinem Mantel: die Armut und die Unwissenheit. 
Schließlich erscheint als dritter Geist der verhüllt und stumm auftretende Geist der zukünftigen Weihnacht. Er zeigt Scrooge, was in Zukunft passieren wird, wenn er sich nicht ändert: Tiny Tim würde sterben, da es an Geld für eine gute ärztliche Behandlung mangelt, und die Familie Cratchit in tiefe Trauer fallen. Scrooge bekommt zu sehen, wie auch er in einer zukünftigen Weihnachtszeit sterben wird, doch um ihn würde niemand trauern, im Gegenteil: seine Haushälterin stiehlt als Ausgleich für die jahrelange schlechte Behandlung und Bezahlung die Bettvorhänge von Scrooge und verramscht sie bei einem Krämer. Als Scrooge von dem Geist seinen eigenen Grabstein gezeigt bekommt, bricht er zusammen und verspricht, sich zu bessern. Der dritte Geist verschwindet, der Spuk ist beendet.
Scrooge wandelt sich nun zu einem guten Menschen. Seine Haushälterin zeigt sich am nächsten Morgen erschrocken von ihrem völlig veränderten Arbeitgeber, der lebensfroh durch sein Haus tanzt. Er schenkt der Haushälterin etwas Geld und erhöht ihr Gehalt. Er schickt Bob und seiner Familie anonym einen großen Truthahn. Dann besucht er seinen Neffen Fred und dessen Feier, dabei erkennt er Freds Ehefrau endlich als vollwertiges Mitglied der Familie an. Als Bob am nächsten Tag wieder zu seiner Arbeit zurückkehrt, erhöht Scrooge dessen Gehalt und möchte ihm und seiner Familie fortan helfen. Der Erzähler schließt den Film und erklärt, dass Tiny Tim überlebt und Scrooge fortan zu einem fröhlichen, großzügigen und gütigen Mann wird.

## Hintergrund
Brian Desmond Hursts Filmversion von A Christmas Carol hält sich weitgehend genau an die Vorlage und enthält die meisten Teile von Dickens’ Erzählung. Eine Besonderheit dieser Version ist allerdings die starke Fokussierung auf Scrooges Vergangenheit: So werden im Segment mit dem Geist der vergangenen Weihnacht einige Aspekte hinzugefügt, etwa Scrooges zweiter Arbeitgeber Mr. Jorkin, bei dem er Geldgier kennenlernt. Die Figur des Mr. Jorkin kommt in der Dickens-Erzählung überhaupt nicht vor. Im Film wird er von Jack Warner, einem damaligen britischen Filmstar, in einem für Warner vergleichsweise kleinen Auftritt gespielt. Auch wurde der Part von Kathleen Harrison als Scrooges Haushälterin im Vergleich zur Dickens-Vorlage umgeändert. Eine weitere kleine Veränderung betrifft Scrooges Verlobte Belle, die im Film in Alice umbenannt wird.
Michael Hordern war in seiner Szene als „Marleys Geist“ gar nicht am Filmset, sondern wurde erst später technisch hinzugefügt. Dasselbe gilt für den gesamten Auftritt von Michael Dolan als Geist der vergangenen Weihnacht. Alastair Sim und Michael Hordern repräsentierten ihre Rollen als Scrooge und Marley erneut in der Zeichentrickverfilmung A Christmas Carol (1971).
In England und den Vereinigten Staaten wurde der Film durch seine vielen Fernsehausstrahlungen zur Weihnachtszeit bekannt, im deutschen Fernsehen war der Film hingegen nur gelegentlich zu sehen. Seine deutsche Erstausstrahlung hatte Scrooge am 24. Dezember 1966 in der ARD.

### Synchronisation
Die deutsche Synchronisation entstand anlässlich der TV-Ausstrahlung bei Studio Hamburg unter der Regie von Hans Harloff, dem Dialogbuch von Herta Pieper-Ziehten und der Gesamtleitung von Gyula Trebitsch. Ein Problem der deutschen Fassung ist, dass ihr im Vergleich zur englischen Originalfassung 13 Minuten und damit mehrere, teilweise wichtige, Szenen fehlen. Diese wurden, in der mittlerweile, restaurierten Fassung eingefügt und mit deutschen Untertiteln versehen in der Originalsprache belassen.
| Rolle                                  | Darsteller        | Synchronsprecher      |
| -------------------------------------- | ----------------- | --------------------- |
| Ebenezer Scrooge                       | Alastair Sim      | Heinz Klevenow        |
| Robert “Bob” Cratchit                  | Mervyn Johns      | Günther Jerschke      |
| Fred, Neffe                            | Brian Worth       | Uwe Friedrichsen      |
| Mrs. Dilber, Scrooges Haushälterin     | Kathleen Harrison | Gerda Gmelin          |
| Alter Jacob Marley / Marleys Geist     | Michael Hordern   | Werner Bruhns         |
| Mr. Jorkin                             | Jack Warner       | Max Eckard            |
| Alice, Verlobte                        | Rona Anderson     | Renate Heilmeyer      |
| Geist der Vergangenen Weihnacht        | Michael Dolan     | Josef Offenbach       |
| Geist der Gegenwärtigen Weihnacht      | Francis De Wolff  | Erwin Linder          |
| Jacob Marley als junger Mann           | Patrick Macnee    | Werner Bruhns         |
| Erster Börsen-Geschäftsmann / Erzähler | Peter Bull        | Gerlach Fiedler       |
| Zweiter Börsen-Geschäftsmann           | Douglas Muir      | Hermann Lenschau      |
| Old Joe, Krümpelhändler                | Miles Malleson    | Henning Schlüter      |
| Waschfrau                              | Louise Hampton    | Katharina Brauren     |
| Mrs. Cratchit                          | Hermione Baddeley | Roswitha Krämer (???) |
| Fan „Fanny“ Scrooge                    | Carol Marsh       | Marion Hartmann (???) |

## Kritiken
Der Film erhält bis heute zumeist positive Kritiken, insbesondere der Hauptdarsteller Alastair Sim wurde vielfach für seine Darstellung gelobt. A. O. Scott, Chef-Filmkritiker der The New York Times, bezeichnete den Film 2013 als beste Adaption von Dickens’ Erzählung.

„Eine klassische Parabel, basierend auf einer Weihnachtsgeschichte von Charles Dickens; die stimmungsvoll fotografierte Wiederverfilmung der Geschichte setzt auf einige allzu makabre optische Effekte, kann aber insgesamt den moralischen Gehalt vorzüglich vermitteln und bietet damit eine sympathische Familienunterhaltung.“

„Ebenso wie der Geist der vergangenen Weihnacht Ebenezer Scrooge rät, zu kommen und ihn besser kennenzulernen, rate ich jedem, der es noch nicht gesehen hat, zu kommen und die 1951er-Version von A Christmas Carol kennenzulernen, den König der Weihnachtsfilme. Es zu sehen fühlt sich weniger an wie einen Film zu sehen, sondern mehr, als ob man vor einem magischen Portal steht (…)“

„Die 1951er-Adaption von Charles Dickens’ zeitlosem Klassiker ist vielleicht die gewissenhafteste Filmversion – und Alastair Sims Auftritt als Scrooge sollte nicht vergessen werden.“